# Saurida wanieso
Saurida wanieso är en fiskart som beskrevs av Shindo och Yamada 1972. Saurida wanieso ingår i släktet Saurida och familjen Synodontidae. Inga underarter finns listade i Catalogue of Life.